# Périphérique de Varsovie

en service
en travaux
en projet

Le périphérique de Varsovie (en polonais : Ekspresowa Obwodnica Warszawy – EOW) est constitué de plusieurs voies rapides contournant Varsovie, la capitale de la Pologne, sur une longueur totale de 85 km. Il n'est pour l'instant que partiellement mis en service, plusieurs années de travaux étant encore nécessaires pour l'achever.
Le périphérique se compose des routes suivantes :
- la voie rapide S8 à l'ouest et au nord (mise en service),
- la voie rapide S17 à l'est (actuellement en projet),
- la voie rapide S2 au sud (partiellement en service, la partie est est en construction).

Le périphérique de Varsovie permettra à terme de relier les deux parties occidentales et orientales de l'autoroute polonaise A2, qui traverse le pays d'est en ouest, depuis l'Allemagne vers la Biélorussie, en contournant Varsovie soit par le nord soit par le sud.